# Nelson Jacobina
Nelson Jacobina Rocha Pires, ou simplesmente Nelson Jacobina (Rio de Janeiro, 1953  — Rio de Janeiro, 31 de maio de 2012), foi um compositor, violonista, guitarrista e arranjador brasileiro. Seu pai, Nelcy Rocha Pires, era oficial de Cavalaria do Exército Brasileiro e faleceu em 1954, quando Nelson tinha apenas um ano. Posteriormente, sua mãe, a tradutora e roteirista Eloá Jacobina, casou-se novamente, com o cineasta Fernando Coni Campos. Nelson tinha três irmãos.
Desde 2002, integrava a big band Orquestra Imperial. O grupo era integrado por figuras notáveis da MPB, como Rodrigo Amarante (do grupo Los Hermanos), Moreno Veloso, Domenico e Kassin, Nina Becker, Thalma de Freitas, Rubinho Jacobina (irmão de Nelson) e o cantor de samba e baterista Wilson das Neves, parceiro de Chico Buarque.

## Biografia e carreira
Foi um dos parceiros mais frequentes e profícuos de Jorge Mautner. Na década de 1970, integrou a Banda Atômica, com Mautner, Vinícius Cantuária e Arnaldo Brandão. Desde aquela época, vinha se apresentando frequentemente nos shows e gravações de Mautner, com quem compôs vários sucessos, como "Maracatu Atômico", gravado por Gilberto Gil em 1974 e em 1996, o grupo Chico Science & Nação Zumbi, expoentes do manguebeat, a regravaram mais uma vez, e "Lágrimas Negras", por Gal Costa.
No final da década de 1980, lançou o álbum Árvore da Vida, com Mautner. Ainda em parceria com Mautner, participou dos songbooks de Gilberto Gil ("Andar com Fé") e Dorival Caymmi ("Balaio Grande").
Suas composições foram gravadas por Gal Costa, Léo Gandelman, Gilberto Gil, Milton Banana, Chico Science e Nação Zumbi, Amelinha, César Camargo Mariano e, claro, Jorge Mautner.
A Orquestra Imperial tem acompanhado várias revelações da MPB, como Moreno Veloso, Nina Becker, Thalma de Freitas e Kassin. Um mês antes de Jacobina morrer, a banda havia terminado a gravação do segundo álbum de estúdio.

## Morte
Nelson morreu de câncer no pulmão, aos 58 anos, no Hospital Pró-Cardíaco, onde havia sido internado quatro dias antes, depois de passar mal durante uma viagem. Nos últimos anos continuava a fazer shows ao lado de Mautner, embora vivesse já há quatro anos com o câncer em processo de metástase. Sua última apresentação foi no dia 27 de maio, em Jacareí, São Paulo, durante uma reunião dos Pontos de Cultura, um programa do Ministério da Cultura.